# 테오 드 라트
테오 드 라트(Theo de Raadt, /də ˈrɔːt/, nl; 1968년 5월 19일 ~)는 남아프리카 공화국 태생의 소프트웨어 공학자로, 캐나다 캘거리에 거주한다. 그는 OpenBSD와 오픈SSH 프로젝트의 설립자이자 리더이며, NetBSD의 창립 멤버이기도 했다. 2004년, 드 라트는 OpenBSD와 오픈SSH에서의 공로로 FSF 자유 소프트웨어상을 수상했다.

## 어린 시절
드 라트는 네 자녀 중 장남으로, 네덜란드인 아버지와 남아프리카 공화국인 어머니 사이에서 두 명의 여동생과 남동생을 두고 태어났다. 남아프리카 공화국의 의무적인 2년간의 군 징병제에 대한 우려로 가족은 1977년 11월 캐나다 앨버타주 캘거리로 이주했다. 1983년, 대공황 이후 캐나다의 최대 경기후퇴로 가족은 유콘 준주로 가게 되었다. 이주하기 전 드 라트는 첫 컴퓨터인 VIC-20을 얻었고, 곧이어 아미가를 얻었다. 그는 이 컴퓨터들로 처음 소프트웨어 개발을 시작했다. 1992년, 그는 캘거리 대학교에서 컴퓨터 과학 학사 학위를 취득했다.

## NetBSD
1993년, 드 라트는 386BSD의 낮은 품질에 좌절감을 느끼고 개방형 개발 모델이 더 나을 것이라고 믿었던 크리스 드미트리우, 아담 글래스, 찰스 해넘과 함께 NetBSD를 설립했다. 386BSD는 캘리포니아 대학교 버클리의 오리지널 4.3BSD 릴리스에서 파생되었고, 새로운 NetBSD 프로젝트는 네트워킹/2 및 386BSD 릴리스의 관련 코드를 병합할 예정이었다.
새로운 프로젝트는 통일되고, 멀티플랫폼이며, 생산 품질의 BSD 운영 체제를 만드는 것을 목표로 깨끗하고 이식 가능하며 정확한 코드에 중점을 두었다.
첫 NetBSD 소스 코드 저장소는 1993년 3월 21일에 설립되었고, 초기 릴리스인 NetBSD 0.8은 1993년 4월에 출시되었다. 이는 386BSD 0.1에 버전 0.2.2 비공식 패치 키트를 더하고, 386BSD에 없었던 Net/2 릴리스의 여러 프로그램을 재통합하며, 기타 다양한 개선 사항을 포함한 것이었다. 1993년 8월, NetBSD 0.9가 출시되었는데, 여기에는 많은 개선 사항과 버그 수정이 포함되어 있었다. 당시에는 PC 플랫폼 전용 릴리스였지만, 이 시점에는 다른 아키텍처 지원을 추가하는 작업이 진행 중이었다.
NetBSD 1.0은 1994년 10월에 출시되었다. 이는 IBM PC 호환기종, HP 9000 시리즈 300, 아미가, 68k 매킨토시, Sun-4c 시리즈 및 PC532를 지원하는 최초의 멀티플랫폼 릴리스였다. 또한 이 릴리스에서는 USL v BSDi 소송 합의에 따라 법적 문제가 있는 Net/2 파생 소스 코드가 4.4BSD-lite의 동등한 코드로 대체되었다. 드 라트는 SPARC 포트 생성에 중요한 역할을 했으며, 척 크래너와 함께 초기 코드의 상당 부분을 구현했다.

## OpenBSD
1994년 12월, 드 라트는 NetBSD 핵심 팀에서 사임하도록 강요받았고, 소스 저장소에 대한 그의 접근 권한은 취소되었다. 동료 팀원들은 메일링 리스트에서의 무례하고 모욕적인 행동 때문이라고 주장했다.
피터 웨이너는 자신의 저서 "Free for All"에서 드 라트가 NetBSD와의 분열 이전에 "일부 사람들을 불쾌하게 만들기 시작했다"고 주장했으며, 리누스 토르발스는 그를 "다루기 어렵다"고 묘사했다. 많은 사람들은 다른 감정을 가지고 있다. 같은 인터뷰어는 OpenBSD 창립 후 드 라트의 "변화"와 "팀을 돌보고자 하는 열망"을 묘사하며, 일부는 그의 솔직함을 신선하다고 느끼고, 드 라트는 해커이자 보안 전문가로서 널리 존경받고 있다.
1995년 10월, 드 라트는 NetBSD 1.0에서 포크된 새로운 프로젝트인 OpenBSD를 설립했다. 초기 릴리스인 OpenBSD 1.2는 1996년 7월에, 같은 해 10월에는 OpenBSD 2.0이 출시되었다. 그 이후로 프로젝트는 6개월마다 릴리스하는 일정을 따르고 있으며, 각 릴리스는 1년간 유지보수 및 지원된다.

## 솔직함

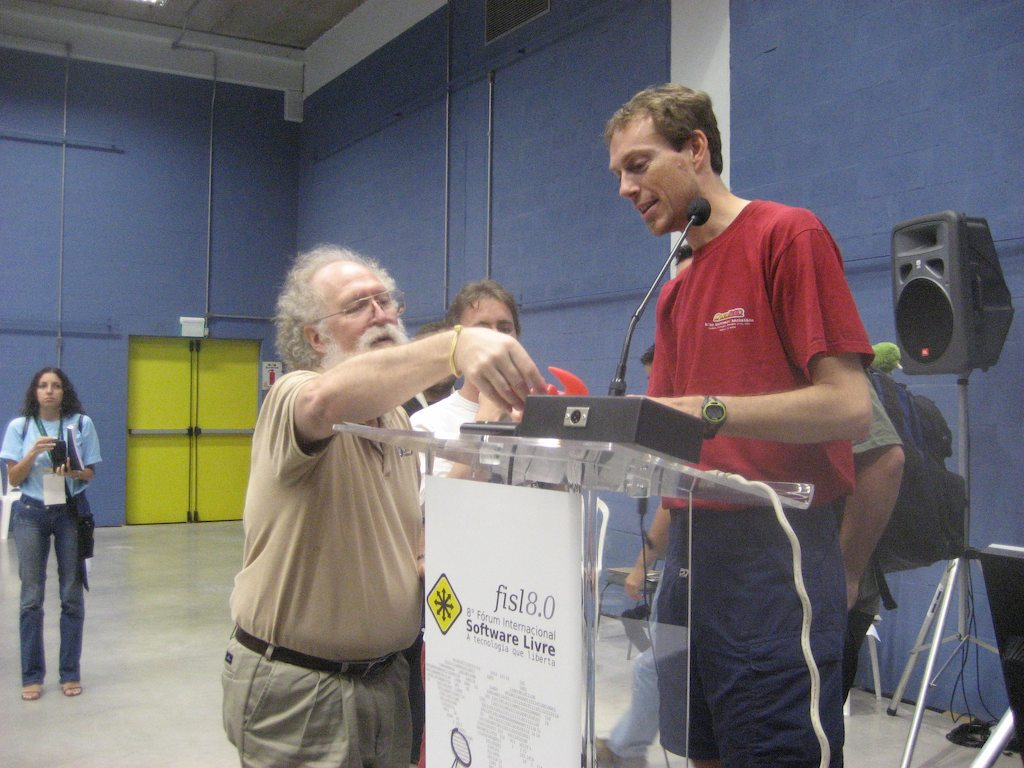
존 "매드독" 홀이 FISL8에서 드 라트에게 데몬 뿔을 선물하다

드 라트는 OpenBSD 창립 이래 자유 소프트웨어의 목소리 높은 옹호자였지만, 때로는 리눅스 옹호자부터 정부에 이르기까지 다양한 단체와 공개적인 분쟁을 벌이기도 했다. 이러한 솔직한 태도는 때때로 갈등의 원인이 되기도 했지만, 그를 명성으로 이끌기도 했다. 드 라트는 전 세계의 오픈 소스, 자유 소프트웨어 및 보안 콘퍼런스에서 발표를 해왔다. 여기에는 벨기에 브뤼셀의 FOSDEM, 미국 텍사스주 샌안토니오의 Usenix, 오스트레일리아 멜버른의 AUUG 콘퍼런스, 브라질 RS 포르투알레그리의 FISL 등이 포함된다.

### DARPA 자금 취소
드 라트가 2003년 4월 토론토의 글로브 앤드 메일과의 인터뷰에서 미국 주도의 이라크 침공에 대한 반대 입장을 밝힌 후, 미국 국방부가 펜실베이니아 대학교의 POSSE 프로젝트에 제공하던 수백만 달러의 보조금이 취소되어 사실상 프로젝트가 종료되었다. 이 보조금은 OpenSSH와 OpenBSD뿐만 아니라 다른 많은 프로젝트 개발에도 사용되었으며, 2003년 5월 8일로 예정된 해커톤 비용을 지불하는 데 사용될 예정이었다. 보조금으로 이미 60명의 개발자를 위한 일주일간의 숙박 시설을 확보했음에도 불구하고, 정부는 손실을 감수하고 돈을 회수했으며, 호텔에는 개발자들이 회수된 돈을 다시 지불하여 방을 확보하는 것을 허용하지 말라고 지시했다. 이로 인해 일부에서는 미군이 반자유 발언 태도를 가지고 있다는 비판이 제기되었다. 그러나 보조금 종료는 일부에서 묘사한 것만큼 큰 타격은 아니었다. 프로젝트 지지자들이 도움을 주러 나섰고 해커톤은 거의 계획대로 진행되었다. 보조금은 종료 몇 달 전에 중단되어, 보조금 종료를 둘러싼 상황에 대한 추측을 더욱 부추겼다.

### 자유 드라이버 옹호
드 라트는 또한 자유 소프트웨어 드라이버 옹호로도 잘 알려져 있다. 그는 비자유 드라이버에 대한 관용과 기밀유지 협약 수용에 대해 리눅스 및 기타 자유 플랫폼 개발자들을 오랫동안 비판해왔다.
특히 드 라트는 무선 하드웨어 공급업체들이 자사 제품의 펌웨어 이미지를 자유롭게 재배포하도록 설득하는 데 노력했다. 이러한 노력은 특히 중화민국 기업들과의 협상에서 크게 성공하여 많은 새로운 무선 드라이버를 탄생시켰다. 드 라트는 "대부분의 대만 공급업체는 거의 즉시 문서를 제공하여" 오픈 소스 드라이버가 장치를 안정적으로 지원할 수 있게 한다고 언급했다. 이는 라이선스 제한 없이 펌웨어 이미지를 공개하려 하지 않는 인텔 및 브로드컴과 같은 미국 기업들의 태도와 대조된다.

### 리눅스 개발자와의 충돌
2007년 4월, 드 라트는 BSD bcw 드라이버에서 리눅스 bcm43xx 드라이버의 GPL 코드를 사용하는 것과 관련된 논란에 휘말렸다. 리눅스 개발자들은 BSD 커뮤니티가 GPL 코드를 침해했다고 비난했지만, 드 라트는 BSD 드라이버가 "릴리스되지 않았다"고 주장하며 침해를 부인했다. 그는 또한 갈등이 GPL에 관한 것이 아니라 리눅스 개발자 마이클 뷔슈가 상황을 처리한 방식에 관한 것이라고 주장했다. 뷔슈의 이메일에 그는 다음과 같이 답했다.

저희 트리에서 해결될 것이지만, 그가 어떤 방식으로 해결할지는 그에게 달려 있습니다. 그러나 "지금 문제 해결을 위해 저희에게 연락하기 시작했으면 합니다"와 같은 댓글로 문제를 접근하고, 첫 번째 메일이 수백 명에게 참조로 보내진다면... 앞으로는 좀 더 신중하게 생각해 주시겠습니까?
지금 당장, 그 메일에서 당신은 브로드컴의 일을 거의 대신해 주었습니다. 당신은 나중에 이 칩의 드라이버를 사용하고 싶어할 수도 있는 전체 BSD 커뮤니티에게 몇 가지 GPL 문제 때문에 매우 강력한 단어를 사용하여(널리 공개된) 그들을 위해 무언가를 하려고 노력하는 한 사람의 노력을 방해할 의향이 있다고 말했습니다. 그리고 당신은 심지어 GPL을 사용하여 이렇게 할 것입니다. 당신은 그 개발자에게 개인적으로 메일을 보내지 않았습니다. 아니, 당신은 기본적으로 그것을 공개했습니다.
이것이 사용자 및 개발자 커뮤니티의 약 절반이 그것을 볼 방식입니다. 그들은 당신의 널리 게시된 메일을 지나치게 강력한 입장으로 볼 것입니다.

또 다른 충돌은 2007년 8월, 리눅스 개발자 그룹이 이중 라이선스 ath5k 드라이버의 라이선스를 수정하려 할 때 발생했다. 드 라트는 이 문제를 다음과 같이 요약했다.

GPL 팬들은 우리가 직면할 큰 문제는 기업들이 우리의 BSD 코드를 가져가 수정하고 돌려주지 않을 것이라고 말했습니다.
아니요, 우리가 직면할 큰 문제는 사람들이 우리의 코드에 GPL을 씌워, 그 기업들이 우리를 가둘 방식으로 우리를 가둘 것이라는 점입니다.
리눅스 커뮤니티와 마찬가지로, 우리는 많은 기업들이 항상 코드를 돌려주고 있습니다.
하지만 코드가 GPL화되면 우리는 그것을 다시 얻을 수 없습니다.